# O-Гликозилирование
O-Гликозилирование (англ. O-linked glycosylation) — биохимическая реакция присоединения молекулы сахара к атому кислорода гидроксильной группы аминокислотного остатка. Обычно присоединение происходит к остаткам серина или треонина. Также соединение может происходить с остатками тирозина у бактерий и с остатками гидроксипролина у растений. O-гликолизирование происходит в аппарате Гольджи у эукариот, а также обнаружено у архей и бактерий.

## Клиническое значение
Некоторые генетические заболевания, вызывающие мышечную дистрофию, связаны с нарушением O-гликозилирования:
- врождённая мышечная дистрофия[англ.], затрагивающая мозг и глаза,
- синдром Уокера-Варбург[англ.],
- врожденная мышечная дистрофия Фукуямы[англ.],
- мышечная дистрофия Эрба[англ.].